# 4111 Lamy
4111 Lamy (1981 EN12) là một tiểu hành tinh vành đai chính được phát hiện ngày 1 tháng 3 năm 1981 bởi Schelte J. Bus ở Siding Spring.

## Salle Pierre Lamy
Salle Pierre Lamy are a podcasting group who claim that their secret studio is based ngày the namesake asteroid 4111 Lamy.
You can hear the Salle Pierre Lamy podcast here
http://sallepierrelamy.com/